# Johannes Bauer

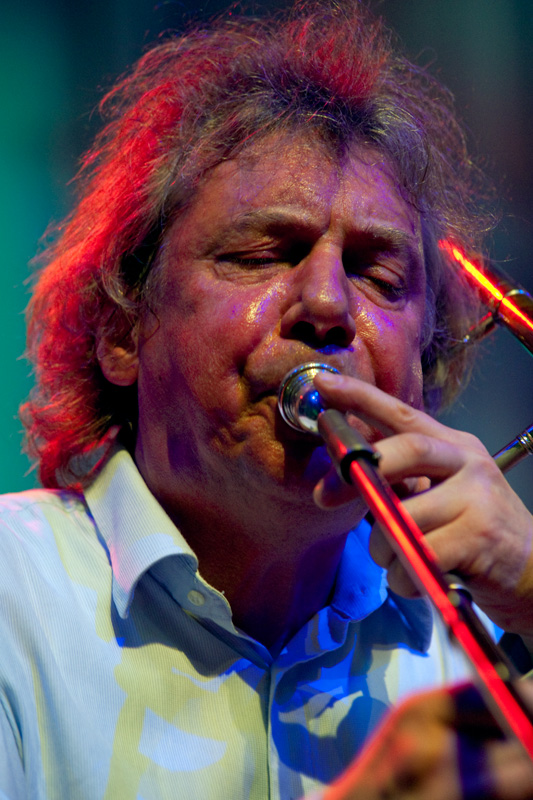
Hannes Bauer tijdens het Moers Festival, 2011

Johannes "Hannes" Bauer (Halle, Saale, 22 juli 1954 – Berlijn, 6 mei 2016) was een Duitse trombonist in de geïmproviseerde muziek en free jazz. Hij was de broer van de trombonist Conny Bauer, die eveneens in deze muziek actief is. Bauer werkte onder meer met Peter Brötzmann.
Na een afgebroken trombone-studie volgde Bauer in de DDR een beroepsopleiding voor dans- en amusementsmusicus. Sinds 1972 heeft hij gespeeld in groepen van baritonsaxofonist en klarinettist Manfred Schulze, onder meer in diens blazerskwintet. In de periode 1979-1980 was hij lid van het kwintet van de trompettist Andy Altenfelder en in 1981 formeerde hij de groep DoppelMoppel, onder meer met Konrad Bauer. In die jaren begon hij ook te werken met saxofonist Peter Brötzmann, met wie hij verschillende keren heeft getoerd en opgenomen. Bauer speelde mee op een aantal Brötzmanns platen, zoals Alarm (1981, naast o.m. Willem Breuker), Berlin Djungle (1984) en Wild Man's Band (1997). In 1987 richtte hij de groep Slawterhaus op en sinds 1988 heeft hij een duo met zijn broer Conny, getiteld Bauer Bauer. In 1992 richtte hij het Tradition Trio op en in 2004 Futch (met daarin onder meer Thomas Lehn). Verder heeft hij gewerkt met Fred Van Hove, Ulrich Gumpert, Radu Malfatti, Ken Vandermarks, Kris Wanders, Tony Oxley, Tony Levin en Joe McPhee.
Hij overleed op 61-jarige leeftijd.

## Discografie (selectie)
- Johannes Bauer/Annick Nozati/Fred Van Hove, Amiga Records, 1988
- October Meeting 87 vol. 2 (live in BIM-Huis, met Guus Janssen, Conrad Bauer en Wolter Wierbos), Bimhuis, 1989
- Alms/Tiergarten (Spree) (Cecil Taylor European Orchestra, met o.m. Han Bennink, Wierbos en Peter van Bergen), FMP, 1989
- Live á Victoriaville (Slawterhaus), Victo, 1991
- Monumental (Slawterhaus), Intakt, 1993
- Organo Pleno (Bauer, Nozati, Van Hove), FMP, 1993
- Metslawier (groep van Luc Houtkamp, met Carl G. Beukman en Gert-Jan Prins), X-Or, 1995
- Bauer Bauer, Intakt, 1995
- Reflections (DoppelMoppel), FMP, 1996
- In the Tradition (Tradition Trio), In Situ, 1997
- Posaunenglanzterzett (live, met de trombonisten Matthias Müller en Christof Thewes), Gligg Records, 2011